# Foxboro Hot Tubs
A Foxboro Hot Tubs egy amerikai rock and roll csapat. A csoport 2007. decembere óta létezik, első három daluk ekkor jelent meg honlapjukon. Röviddel ezt követően kiderült, és a sajtóban főhírként szerepelt, hogy a Foxboro Hot Tubs a Green Day következő alteregója, amit később meg is erősítettek. Billie Joe Armstrong ezt mondta az NME magazinnak: "Az egyetlen közös vonás a Green Day és a Foxboro Hot Tubs között az, hogy ugyanaz a két banda." Azt is elmondta, mi motiválta az együttes megalakításában. Ezek szerint  "szeretnek zenélni, szeretik a spontaneitást, és néhány késő éjszakai jammelés és túl sok bor után úgy érezték, rögzíteniük kell néhány rock and roll stílusú dalt. Egy hasonló alteregóról, a The Networkről, a Reverend  Strychnine Twitchről mintázta Billie Joe a  Foxboro Hot Tubsot. A "Strychnine Twitch" is megemlítésre kerül a Stop Drop And Roll dalszövegében: "Sixteen and a son of a bitch/got a gun and a strychnine twitch". 2008-ban, a FoxBoro Hot Tubs mini-turnéra ment a "Stop Drop and Roll! című albumuk népszerűsítéért," érintve a San Francisco Bay Area-i találkozóhelyeket, beleértve az oaklandi Stork Club-ot és a croketti Toot’s Tavern-t, CA.

## Diszkográfia
Albumok
- Stop Drop and Roll!!! (2008) #21 US; #37 UK

Kislemezek
- Mother Mary
- The Pedestrian

### Helyezések
| Év   | Cím            | USA Modern Rock | Brit kislemezlista | Album                 |
| ---- | -------------- | --------------- | ------------------ | --------------------- |
| 2008 | Mother Mary    | 16              | 137                | Stop Drop and Roll!!! |
| 2008 | The Pedestrian | -               | -                  | Stop Drop and Roll!!! |

## Fordítás
Ez a szócikk részben vagy egészben  a   Foxboro Hot Tubs című angol Wikipédia-szócikk fordításán alapul.  Az eredeti cikk szerkesztőit annak laptörténete sorolja fel. Ez a jelzés csupán a megfogalmazás eredetét és a szerzői jogokat jelzi, nem szolgál a cikkben szereplő információk forrásmegjelöléseként.